# Michel Marijnen
M.J.H.M. (Michel) Marijnen (Den Haag, 8 juli 1945) is een Nederlands politicus van het CDA.
Zijn vader, Victor Marijnen, is een bekend KVP-politicus die onder andere minister-president en burgemeester van Den Haag is geweest. Na het gymnasium studeerde hij van vanaf 1967 rechten aan de Rijksuniversiteit Leiden waar hij in 1972 afstudeerde. Daarna werd hij beleidsmedewerker bij de Stafafdeling Internationale Zaken op het Ministerie van Volksgezondheid en Milieuhygiëne. In 1976 maakte Marijnen de overstap naar het Ministerie van Financiën waar hij kwam te werken bij de Directie Buitenlands Financiële Betrekkingen als Hoofd Bureau EEG.
Op 16 augustus 1979 ging hij in navolging van zijn vader de politiek in, en werd hij burgemeester van de Friese gemeente Haskerland als opvolger van Philip Houben, de latere burgemeester van Maastricht. Bij de gemeentelijke herindeling van 1 januari 1984 ging Haskerland op in de nieuwe gemeente Scharsterland (later officieel hernoemd tot Skarsterlân) waarvan Marijnen de burgemeester werd. Ruim 6 jaar later volgde zijn benoeming tot burgemeester van Roosendaal en Nispen. Bij de gemeentelijke herindeling van 1997 werd die gemeente samengevoegd met Wouw tot de gemeente Roosendaal waarvan hij de burgemeester werd. De laatste jaren kwam hij samen met burgemeester Polman van Bergen op Zoom meerdere keren in de kranten vanwege het sluiten van de coffeeshops in die gemeenten. In de zomer van 2010 ging hij met pensioen.
- International Standard Name Identifier: 0000 0003 9186 1799
- Nederlandse Thesaurus van Auteursnamen: 329256165
- Virtual International Authority File: 285747250